# Nuoto di fondo ai Giochi del Mediterraneo sulla spiaggia
Il nuoto di fondo è inserito nel programma dei Giochi del Mediterraneo sulla spiaggia sin dall'edizione inaugurale che si è svolta nel 2013, comprendendo sia gare maschili che gare femminili. 

## Edizioni
| Giochi | Anno | Sede      | Gare |
| ------ | ---- | --------- | ---- |
| I      | 2015 | Pescara   | 3    |
| II     | 2019 | Patrasso  | 3    |
| III    | 2023 | Heraklion | 2    |

## Medagliere complessivo
Aggiornato alla terza edizione
| Pos.   | Paese      | Oro | Argento | Bronzo | Totale |
| ------ | ---------- | --- | ------- | ------ | ------ |
| 1      | Italia     | 7   | 7       | 2      | 16     |
| 2      | Portogallo | 1   | 1       | 1      | 3      |
| 3      | Grecia     | 0   | 0       | 1      | 1      |
| 3      | Slovenia   | 0   | 0       | 1      | 1      |
| 3      | Croazia    | 0   | 0       | 1      | 1      |
| Totale | Totale     | 8   | 8       | 8      | 24     |